# Iván Merkúlov
Ivan Petrovich Merkulov (Иван Петрович Меркулов, 12 de agosto de 1900 - 12 de abril de 1987) fue un aclamado francotirador soviético durante la Segunda Guerra Mundial. Nacido en la región de Stávropol, trabajó como minero hasta ser llamado a filas en 1941. Tras su primer año en combate fue nombrado francotirador de la 610.ª División de fusileros del frente Ucraniano.
Entre las meritorias acciones en combate de Merkulov destaca especialmente la realizada el 29 de septiembre de 1943 a orillas del río Dniéper, cuando abatió a 4 observadores de artillería encargados de una batería de morteros. El 19 de marzo de 1944 fue condecorado por su valentía con la Estrella Dorada al Héroe de la Unión Soviética. Al finalizar la guerra Merkulov sumaría un total de 125 bajas confirmadas en combate, lo que también le valdría la condecoración de la Orden de Lenin. Ivan falleció un 12 de abril de 1987.